# Чернодробна гъба
Чернодробната гъба, наричана също волски език, овчарка или чобанка (Fistulina hepatica), е вид ядлива базидиева гъба от семейство Fistulinaceae.

## Описание
Плодното тяло е едро и има формата на ветрило или език. То е захванато странично към субстрата със или без късо пънче. Горната повърхност е обагрена в различни нюанси на червеното, от оранжево-червено до кафеникаво-червено, и отделя капки червена лепкава течност. Тръбиците са несраснати помежду си и са разположени по долната повърхност на плодното тяло, а порите са дребни, кремави до червени, като при нараняване покафеняват. Местото е сочно, на цвят оранжево-розово до червено, но има и по-светли жилки. Има слабо кисел вкус и приятен мирис. Като млада се счита за добра ядлива гъба.
Установено е, че приготвен екстракт от изкуствено култивиран мицел на гъбата проявява висока антибактериална и антиоксидантна активност. Гъбата предизвиква т.нар. кафяво гниене по дърветата, върху които паразитира, придавайки на дървесината тъмнокафяв цвят.

## Местообитание
Среща се през август – ноември, като расте поединично в широколистни гори като паразит по стари дъбови или кестенови дървета.